# Albert Hofmann

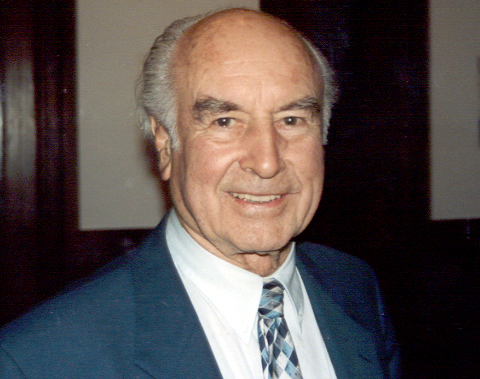
Albert Hofmann, 1993

Albert Hofmann (* 11. Januar 1906 in Baden, Aargau; † 29. April 2008 in Burg im Leimental) war ein Schweizer Chemiker, Autor und der Entdecker des LSD.

## Leben
Albert Hofmann wuchs als ältestes von vier Geschwistern auf. Als sein Vater, ein Werkzeugmacher, schwer erkrankte, musste er zum Familienunterhalt beitragen und absolvierte daher eine kaufmännische Lehre bei der Firma Brown, Boveri & Cie. Währenddessen bereitete er sich auf seine Matura vor. Hofmann begann 1925 sein Chemiestudium an der Universität Zürich. Sein Patenonkel finanzierte das Studium. 1929 promovierte Hofmann bei Paul Karrer mit Auszeichnung mit dem Thema Über den enzymatischen Abbau von Chitin und Chitosan I.
Anschließend war Hofmann für mehr als vier Jahrzehnte bis zu seiner Pensionierung 1971 bei Sandoz in Basel tätig. 1935 heiratete er Anita Guanella, die Schwester des erfolgreichen Schweizer Erfinders Gustav Guanella, der ebenso wie Hofmanns Vater für Brown, Boveri & Cie. arbeitete. Im Jahr 1943 entdeckte er die halluzinogene Wirkung des LSD.

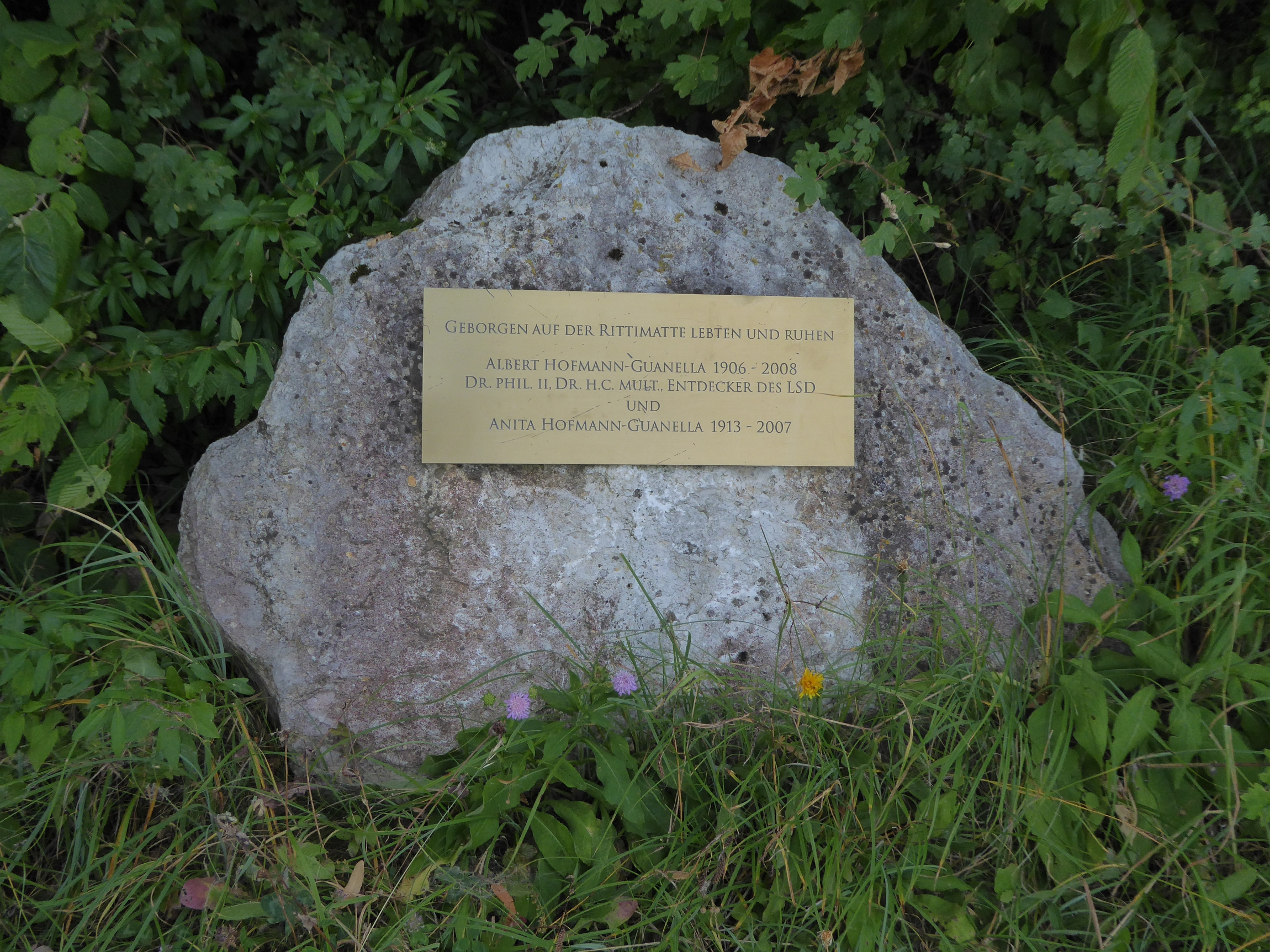
Gedenkplatz für Albert und Anita Hofmann-Guanella, Burg im Leimental

Albert Hofmann lebte auf der Rittimatte, in der Gemeinde Burg im Leimental am Rande des Jura. Eine enge Freundschaft bestand zu Ernst Jünger (siehe etwa: Besuch auf Godenholm).
Anlässlich seines 100. Geburtstags fand vom 13. bis 15. Januar 2006 in Basel das Symposium „LSD – Sorgenkind und Wunderdroge“ statt. Ende 2007 erhielt der Psychiater Peter Gasser aus Solothurn die Erlaubnis der aargauischen Ethikkommission, LSD zu therapeutischen Zwecken versuchsweise zu benutzen, was Hofmann in einem Fernseh-Interview als Erfüllung seines Traums beschrieb. Albert Hofmann starb an den Folgen eines Herzinfarkts.

## Forschungsarbeiten

### Mutterkorn und LSD
Im Rahmen von Arzneimittelforschungen mit dem Getreidepilz Mutterkorn und unter der Zielsetzung, ein Kreislaufstimulans zu entwickeln, synthetisierte Hofmann 1938 verschiedene Amid-Derivate der Lysergsäure, darunter – als 25. Substanz dieser Versuchsreihe – das Diethylamid LSD-25. In Tierversuchen löste der Stoff Unruhe unter den Tieren aus, zeigte aber keine verwertbaren oder pharmakologisch interessanten Eigenschaften und wurde daher nicht weiter untersucht. 1943 entschied sich Hofmann dennoch, LSD noch einmal herzustellen. Während der Laborarbeit veranlassten plötzliche Unruhe und Unwohlsein ihn, seine Arbeit abzubrechen und heimzufahren. Zu Hause angekommen hatte er bei geschlossenen Augen für etwa zwei Stunden intensive kaleidoskopartige, farbige Visionen. Vermutlich hatte er unbeabsichtigt und auf ungeklärte Weise eine Spur LSD aufgenommen. In seinem Buch LSD – Mein Sorgenkind gibt Albert Hofmann an, das LSD möglicherweise versehentlich über die Fingerspitzen aufgenommen zu haben.

#### Der bewusste LSD-Selbstversuch
Um diesem ungewöhnlichen Erlebnis auf den Grund zu gehen, entschied er sich am 19. April 1943, die Substanz mit der kleinsten für ihn denkbaren wirksamen Dosis im Selbstversuch zu testen, wobei ihn seine Assistentin Susi Ramstein beaufsichtigte und auf dem Heimweg begleitete. Hofmann protokollierte das Erlebnis drei Tage später:

„16:20 Einnahme der Substanz
17:00 Beginnender Schwindel, Angstgefühl, Sehstörungen, Lähmungen, Lachreiz.
Mit Velo nach Hause. Von 18 – ca. 20 Uhr schwerste Krise, siehe Spezialbericht:
Die letzten Worte konnte ich nur mit grosser Mühe niederschreiben. […] die Veränderungen und Empfindungen waren von der gleichen Art [wie gestern], nur viel tiefgreifender. Ich konnte nur noch mit grösster Anstrengung verständlich sprechen, und bat meine Laborantin, die über den Selbstversuch informiert war, mich nach Hause zu begleiten. Schon auf dem Heimweg mit dem Fahrrad […] nahm mein Zustand bedrohliche Formen an. Alles in meinem Gesichtsfeld schwankte und war verzerrt wie in einem gekrümmten Spiegel. Auch hatte ich das Gefühl, mit dem Fahrrad nicht vom Fleck zu kommen. Indessen sagte mir später meine Assistentin, wir seien sehr schnell gefahren. [Zu Hause angelangt] wurden Schwindel und Ohnmachtsgefühl zeitweise so stark, dass ich mich nicht mehr aufrecht halten konnte und mich auf ein Sofa hinlegen musste. Meine Umgebung hatte sich nun in beängstigender Weise verwandelt. […] die vertrauten Gegenstände nahmen groteske, meist bedrohliche Formen an. Sie waren in dauernder Bewegung, wie belebt, wie von innerer Unruhe erfüllt. Die Nachbarsfrau […] war nicht mehr Frau R., sondern eine bösartige, heimtückische Hexe mit einer farbigen Fratze. etc. etc.“

Später beim Ausklang des Rausches:

„Jetzt begann ich allmählich, das unerhörte Farben- und Formenspiel zu geniessen, das hinter meinen geschlossenen Augen andauerte. Kaleidoskopartig sich verändernd drangen bunte phantastische Gebilde auf mich ein, in Kreisen und Spiralen sich öffnend und wieder schliessend, in Farbfontänen zersprühend, sich neu ordnend und kreuzend, in ständigem Fluss. Besonders merkwürdig war, wie alle akustischen Wahrnehmungen, etwa das Geräusch einer Türklinke oder eines vorbeifahrenden Autos, sich in optische Empfindungen verwandelten. Jeder Laut erzeugte ein in Form und Farbe entsprechendes, lebendig wechselndes Bild.“

Nachträglich stellte sich heraus, dass es sich bei der von ihm gewählten Dosis (etwa 250 µg) um das Drei- bis Fünffache der (aus heutiger Sicht) normal wirksamen Dosis handelte. LSD gehört zu den potentesten und stärksten bekannten Halluzinogenen (vgl. DMT, Psilocin). Er selbst resümierte später die zufällig geschehene Entdeckung mit den Worten: „Das LSD ist zu mir gekommen.“ Seine von starken Halluzinationen begleitete Fahrradfahrt vom Labor nach Hause ging unter dem Namen „Fahrradtag“ (Bicycle Day) in die Geschichte der LSD-Kultur ein. Seine Assistentin Ramstein war mit 21 Jahren wenig später die erste Frau, die LSD einnahm.
Das Mutterkorn, dessen negative Wirkung schon im Mittelalter als „Heiliges Feuer“ bekannt war, wurde auch weiterhin medizinisch erforscht, da seine Inhaltsstoffe unter anderem eine auf den Muskeltonus wirkende Substanz enthalten, die beispielsweise bei Schwangeren zur Einleitung der Wehen genutzt werden kann. Der Name Mutterkorn rührt von dieser Wirkung auf die Gebärmutter her, die seit dem Altertum bekannt ist.

### Abseits von LSD
Hofmann erforschte außerdem andere psychoaktive Stoffe wie psilocybin- und psilocinhaltige halluzinogene Pilze, die LSA-haltigen Samen der Prunkwinden und der Ololiuqui sowie das Salvinorin der Salvia divinorum. Weiterhin isolierte und synthetisierte er die Wirkstoffe bedeutender Arzneipflanzen, um deren Wirkungen zu untersuchen. Hofmanns vielbeachtete Dissertation (1929) galt der Strukturaufklärung des Chitins. Als Forschungschemiker bei Sandoz entwickelte er, bevor er sich der Erforschung des Mutterkorns zuwendete, das erste exakt dosierbare Herzmedikament aus Digitalis-Glykosiden, später das Geriatrikum bzw. Sympathikolytikum Hydergin (zentral blutdrucksenkend und peripher dämpfend auf das Nebennieren-Sympathikussystem wirkendes Dihydroalkaloid des Mutterkorns), das Kreislaufmittel Dihydergot und das bis heute als Standardmedikament in der Gynäkologie eingesetzte Methergin. Seine Veröffentlichungen umfassen über 140 wissenschaftliche Arbeiten sowie zahlreiche Bücher.

## Hofmanns Ansichten

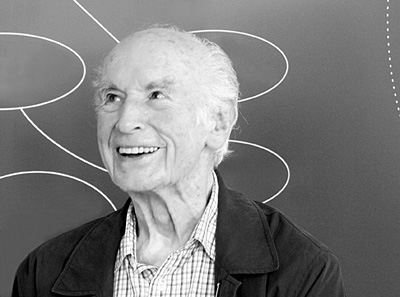
Albert Hofmann, 2006 im Alter von 100 Jahren

Hofmann setzte sich zeitlebens dafür ein, dass psychedelische Substanzen wie das LSD zu Forschungszwecken legalisiert werden sollen. Optimistisch äußerte er die Ansicht, die richtige Anwendung von LSD in der menschlichen Kultur sei eine Frage der Zeit.
Nachdem in den USA in den 1960er Jahren Timothy Leary den Massenkonsum von LSD propagierte, übte Hofmann starke Kritik. Mit der Substanz müsse vorsichtig umgegangen werden, es handle sich nicht um eine Genussdroge. Als zur gleichen Zeit die CIA zu Forschungszwecken LSD an nicht darüber informierte Versuchspersonen verabreichte (mit einem folgenschweren Todesfall), bezeichnete er diese Vorgehensweise als Verbrechen.

„Je tiefer man in die lebendige Natur hineinsieht, desto wunderbarer erkennt man sie. Ich glaube, man fühlt sich dann auch geborgen. Man gehört ja zu ihr, man kann sie sehen, man kann sie erleben. Das Bewusstsein ist schon das größte Geschenk des Schöpfers an die Menschen; dass man ein Bewusstsein hat und wir uns unserer Schöpfung bewusst werden können – nicht nur einfach blind durch das Paradies gehen.“

„Es ist eine weitverbreitete Meinung, das objektive, materielle Weltbild der Naturwissenschaften und die mystisch-religiöse Welterfahrung würden sich widersprechen. Das Gegenteil ist wahr. Sie ergänzen sich zu einer umfassenden Einsicht in ein und dieselbe geistig-materielle Wirklichkeit.“

„Es ist nicht nur einfach das bekannte Bild, ein bisschen verzerrter oder bunter, es ist ein völlig anderes Programm. Und das deshalb, weil LSD unsere Sinne verändert, man sieht besser, man hört besser, alles wird intensiviert – insofern hatte auch Timothy Leary Recht, wenn er behauptet, es sei auch das größte Aphrodisiakum. Der Mechanismus des LSD ist ganz einfach: die Tore der Wahrnehmung werden geöffnet und wir sehen plötzlich mehr – von der Wahrheit.“

## Ehrungen
- Für sein wissenschaftliches Werk wurde ihm mehrfach die Ehrendoktorwürde verliehen. So ehrte ihn das Königliche pharmazeutische Institut in Stockholm 1966 mit dem Grad eines Dr. pharm. h.c. und die ETH Zürich verlieh ihm 1969 gleichtags mit seinem Schwager Gustav Guanella den Titel Dr. sc. nat. h.c. Die Freie Universität Berlin würdigte Hofmann 1988 mit dem Dr. rer. nat. h.c.[12]
- Im Jahre 1977 wurde ihm „für seine Verdienste um die Erforschung der Arzneipflanzen“ die Ehrenmitgliedschaft der Gesellschaft für Arzneipflanzenforschung verliehen.[13]
- 2007 wurde er nach einer Umfrage im Auftrag der Tageszeitung Guardian unter 4.000 Briten von einer Jury aus zehn Experten zum bedeutendsten lebenden Genie gewählt („world’s top 10 living geniuses“).[14]
- Anlässlich des 50. Jahrestages des ersten LSD-Verbotes in Kalifornien führt die Basel Sinfonietta das Oratorium Oh Albert! auf. Das Libretto stammt von dem Basler Musiker Elia Rediger, die Musik von dem Komponisten William Britelle.[15]

## Schriften
- Über den enzymatischen Abbau des Chitins und Chitosans (Doktorarbeit), Universität Zürich, 1929.
- Die Mutterkornalkaloide. Enke, Stuttgart 1964 (Sammlung chemischer und chemisch-technischer Beiträge. NF 60, ISSN 0080-5793).
- LSD – mein Sorgenkind. Klett-Cotta, Stuttgart 1979, ISBN 3-12-923601-5 (3. Auflage als: LSD – mein Sorgenkind. Die Entdeckung einer „Wunderdroge“. ebenda 2010, ISBN 978-3-608-94618-5).
- gemeinsam mit Richard Evans Schultes: Pflanzen der Götter. Die magischen Kräfte der Rausch- und Giftgewächse. Hallwag, Bern u. a. 1980, ISBN 3-444-10282-8 (Komplett überarbeitete Neuausgabe: AT-Verlag, Aarau 1998, ISBN 3-85502-645-9).
- Einsichten – Ausblicke. Essays. Sphinx, Basel 1986, ISBN 3-85914-633-5 (Erweiterte und überarbeitete Neuauflage. Nachtschatten-Verlag, Solothurn 2003, ISBN 3-907080-93-9).
- Naturwissenschaft & mystische Welterfahrung. Eine Volkspredigt. Grüne Kraft, Löhrbach 1992, ISBN 3-925817-50-6.
- Lob des Schauens. Mit Fotos von Werner Huber. Nachtschatten-Verlag, Solothurn 2002, ISBN 3-907080-84-X.
- Tun und Lassen – Essays, Gedanken und Gedichte. Nachtschatten, Oktober 2011, ISBN 978-3-03788-242-9.
- Die Erforschung der mexikanischen Zauberpilze und das Problem ihrer Wirkstoffe. In: Basler Stadtbuch 1964, S. 141–156.

## Filme
- Hofmann’s Potion. Dokumentarfilm, Kanada, 2002, 56 Min., Regie: Connie Littlefield, Produktion: National Film Board of Canada, Inhaltsangabe
- Der ultimative Trip – Der Entdecker des LSD wird 100. Ein Film von Ralf Breier und Claudia Kuhland, 3sat/ZDF 2006 (Kulturzeit Extra; 35 min).
- The Substance – Albert Hofmanns LSD.[16] Dokumentarfilm, Schweiz, 2011, 90 Min., Regie: Martin Witz, Produktion: Ventura Film, Inhaltsangabe
- Luc Sala: 100 Years „Mensch“ – Albert Hofmanns 100. Geburtstag. DVD, 45 min., Edition RauschKunde, Löhrbach, ISBN 3-922708-62-5
- SRG (Schweizerische Radio- und Fernsehgesellschaft) Albert Hofmann im Interview (1993)
- Vortrag: Dr. Christian Rätsch, 100 Jahre Albert Hofmann, August 2006

## Hörspiel-/CD-Produktionen
- Lob des Schauens. Ein Portrait zum 95. Geburtstag des LSD-Entdeckers Albert Hofmann. Audio-CD. Nachtschatten, Solothurn 2001, ISBN 3-907080-83-1
- Erinnerungen eines Psychonauten. Von der Entdeckung entheogener Drogen. Originaltonaufnahmen, hg. v. Thomas Knoefel. supposé, Köln 2003, ISBN 978-3-932513-38-1
- Die Eleusinischen Mysterien und ihre Bedeutung für die moderne Welt. DVD-Box, AVR 2004, ISBN 3-938317-06-X
- Hofmanns Elixier oder Die Welt ist perfekt. 2005, 43 Min., Regie: Regine Ahrem, Musik: Michael Rodach, Produktion: Rundfunk Berlin-Brandenburg

## Musik/Konzerte
- Oh Albert – LSD Oratorium[17] Oratorium & Konzertfilm, Schweiz, 2016, 80 Min. Musik: Elia Rediger, William Brittelle, Orchester: Basel Sinfonietta, Dirigent: Etienne Abelin, Film: Gregor Braendli, Inhaltsangabe